# Deadpool & Wolverine
Deadpool & Wolverine è un film del 2024 co-sceneggiato, diretto e co-prodotto da Shawn Levy.
Basato sui personaggi di Deadpool e Wolverine di Marvel Comics, è il 34º film del Marvel Cinematic Universe (MCU) e sequel di Deadpool 2 (2018), appartenente alla serie di film X-Men, nella quale si svolgono parte degli eventi.
Si tratta della prima pellicola del MCU ad avere la classificazione R negli Stati Uniti, e ha come protagonisti Ryan Reynolds, nei panni di Wade Wilson / Deadpool, e Hugh Jackman, nei panni di Logan / Wolverine, insieme a diversi attori e attrici dai precedenti film di Deadpool, a cui si aggiungono nel cast principale Emma Corrin e Matthew Macfadyen.

## Trama
Nel 2018, Deadpool utilizza il dispositivo per viaggiare nel tempo di Cable per giungere dalla sua linea temporale alla "Sacra Linea Temporale", ovvero Terra-616, dove chiede a Happy Hogan di unirsi agli Avengers, ma viene rifiutato.
Sei anni dopo, Wade si è ritirato dall'essere Deadpool e lavora come venditore di auto usate con il suo amico Peter Wisdom, dopo aver rotto con la sua ragazza Vanessa Carlysle. Durante la sua festa di compleanno, la TVA cattura Wade e lo porta da Mr. Paradox, il quale gli offre di diventare un suo agente e un posto su Terra-616, ma gli rivela anche che la sua linea temporale si sta deteriorando a causa della morte della sua "ancora universale", ovvero Logan, oltre a descrivere dettagliatamente il suo piano di utilizzare il "Time Ripper", un dispositivo creato per distruggere prematuramente la linea temporale di Wade e scalare così i ranghi della TVA. Wade, inorridito, gli ruba il TemPad e fugge dalla TVA. Per prima cosa giunge nel luogo dove è stato sepolto Logan per dissotterrarlo, convinto che egli non sia realmente morto, ma quando si rende conto del contrario, massacra gli agenti della TVA giunti per catturarlo e usa il TemPad per viaggiare attraverso il multiverso, in modo da trovare una variante alternativa di Wolverine che possa sostituire quello originale della sua linea temporale.
Dopo aver incontrato senza successo diverse versioni di Wolverine, Wade porta un Logan apparentemente più tranquillo degli altri alla TVA, dove però scopre che quel Logan è considerato il "peggior Wolverine del multiverso" perché ha deluso tutti nel suo mondo. Dopo una breve discussione, durante la quale Wade scopre che Paradox sta agendo all'insaputa dei suoi superiori, lui e Logan vengono spediti nel Vuoto, il mondo-discarica della TVA. Lì Wade e Logan si scontrano, ma vengono interrotti da Johnny Storm. Poco dopo uno scontro in cui Wolverine uccide Sabretooth, i tre vengono catturati da Pyro e portati da Cassandra Nova, la malvagia sorella gemella del leader degli X-Men, Charles Xavier. Cassandra è finita nel Vuoto da bambina, tuttavia ha fatto un patto con la TVA per rimanervi volontariamente. La mutante uccide Johnny, che secondo Deadpool aveva sparlato di lei, e lascia che Wade e Logan vengano divorati da Alioth, ma i due riescono a fuggire.
Wade convince Logan ad aiutarlo a tornare da Paradox con la promessa di far aggiustare la sua linea temporale dalla TVA. Poco dopo incontrano una variante di Deadpool chiamata "Nicepool" (insieme alla variante canina "Dogpool"), che dona loro un'auto e li indirizza verso il luogo in cui si trovano i Resistenti contro Cassandra, di cui faceva parte Johnny. Durante il viaggio tuttavia, Logan scopre che Wade non è sicuro che la TVA sia in grado di riparare la sua linea temporale, cosa che scatena un violento scontro in macchina che li lascia entrambi stremati e incoscienti. I due vengono in seguito trovati dalla giovane mutante Laura Kinney, che li porta dai Resistenti, dove incontrano Elektra Natchios, Eric Brooks e Remy LeBeau. Wade propone loro un'alleanza per combattere Cassandra e i suoi scagnozzi; inizialmente Logan si rifiuta di collaborare, ma alla fine si convince dopo una conversazione con Laura, in cui rivela perché era conosciuto come il peggior Wolverine del multiverso. Wade, Logan e i Resistenti vanno dunque ad affrontare Cassandra nel suo covo: mentre gli altri lottano e uccidono l'esercito di varianti della mutante, Wade e Logan riescono a bloccare i poteri di Cassandra mettendole l'elmo di Fenomeno sulla testa per provare poi a convincerla a farli uscire dal Vuoto. Tuttavia, Cassandra viene tradita e ferita dal suo sottoposto Pyro, che in realtà è un agente di Paradox; Logan però mette Pyro fuori gioco e convince Wade a togliere l'elmo a Cassandra per onorare la memoria di Charles, permettendo così alla mutante di guarire. Cassandra, per sdebitarsi con i due, apre un portale per farli tornare alla linea temporale di Wade usando uno Sling Ring di una variante del Dottor Strange.
Una volta arrivati, Wade e Logan scoprono che Paradox ha già attivato il Time Ripper. Cassandra, appreso del tradimento di Paradox da Pyro prima di ucciderlo, arriva attraverso un altro portale e rapisce Paradox con l'intenzione di prendere il controllo del Time Ripper per distruggere tutte le linee temporali, lasciando solo il Vuoto da lei amato. Cassandra scatena un plotone di varianti di Deadpool che uccidono Nicepool e combattono Deadpool e Wolverine, ma l'arrivo di Peter li convince tutti a smettere di lottare, essendo Peter la persona preferita di Deadpool in ogni multiverso. Dopo aver interrogato Paradox, Wade e Logan scoprono che l'unico modo per fermare il Time Ripper è unire i flussi di materia e antimateria che alimentano il dispositivo. Wade e Logan, usando i loro corpi come conduttori e condividendo il fardello, riescono con un enorme sforzo a distruggere l'acceleratore e Cassandra insieme a esso. Paradox viene arrestato dalla Cacciatrice B-15 per aver agito all'insaputa della TVA. B-15 rivela ai due eroi sopravvissuti che le loro azioni hanno in qualche modo impedito il deterioramento della linea temporale di Wade, oltre ad aver salvato tutto il multiverso; Wade chiede pertanto a B-15 di liberare i Resistenti dal Vuoto e di riscrivere la storia della linea temporale di Logan, a cui viene data la possibilità di restare con Wade. Logan decide di ritirarsi e vivere una vita tranquilla, venendo in seguito invitato insieme a Laura da Wade, che ha adottato Dogpool, a incontrare i suoi amici. Infine, su incoraggiamento di Logan, Wade si riconcilia con Vanessa.
Nella scena dopo i titoli di coda, Deadpool è nella sala di controllo della TVA e mostra agli spettatori che Johnny aveva davvero sparlato di Cassandra nel modo in cui lui aveva detto.

## Personaggi

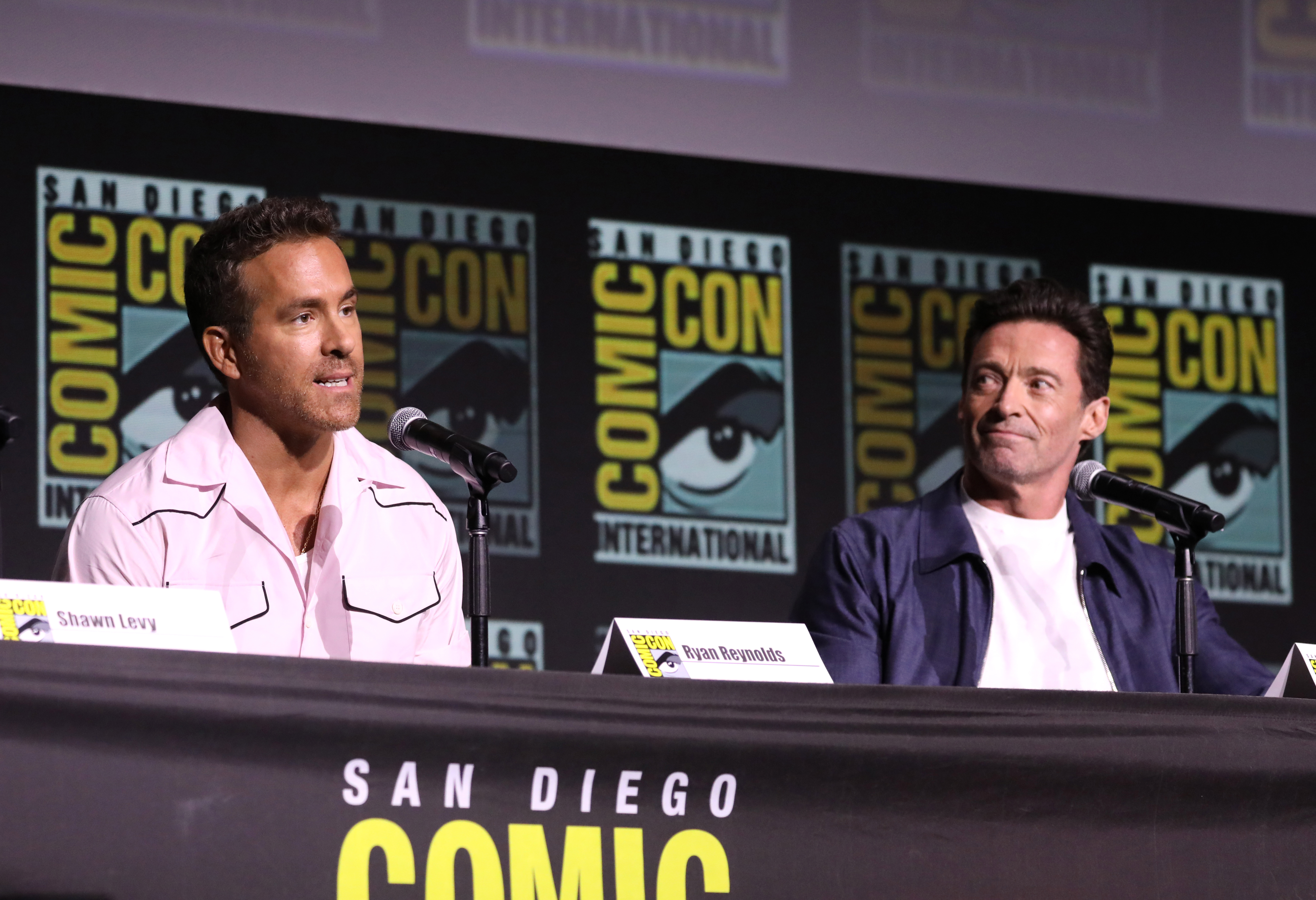
Ryan Reynolds e Hugh Jackman promuovono il film al San Diego Comic-Con 2024

- Wade Wilson / Deadpool, interpretato da Ryan Reynolds: un ex mercenario con guarigione accelerata, ma con gravi cicatrici sul corpo dopo aver subito una mutazione rigenerativa sperimentale per curare il cancro terminale.[1] Reynolds interpreta anche diverse versioni alternative del personaggio, tra cui Nicepool, privo di cicatrici e non mascherato.
- Logan / Wolverine, interpretato da Hugh Jackman: un mutante con capacità curative, artigli retrattili e uno scheletro infuso di adamantio.[2] Questa versione del personaggio proviene da un universo alternativo rispetto a quella apparsa nei precedenti film.[3] Jackman interpreta anche più versioni alternative del personaggio.[4]
- Cassandra Nova, interpretata da Emma Corrin: una mutante con poteri telecinetici e telepatici che è la sorella gemella di Charles Xavier.[5]
- Vanessa Carlysle, interpretata da Morena Baccarin: l'ex fidanzata di Wilson.[6]
- Peter Wisdom, interpretato da Rob Delaney: un membro del team X-Force di Wilson.[7]
- Al l'orba, interpretata da Leslie Uggams: l'anziana e cieca compagna di stanza di Wilson.[8]
- John Allerdyce / Pyro, interpretato da Aaron Stanford: mutante ed ex membro degli X-Men, può controllare il fuoco. Stanford riprende il ruolo da X-Men 2 (2003) e X-Men - Conflitto finale (2006).[9]
- Mr. Paradox, interpretato da Matthew Macfadyen: un agente della Time Variance Authority.[10][11]

Altri personaggi che tornano dai film di Deadpool: Dopinder, interpretato da Karan Soni, un tassista ammiratore di Wilson, Ellie Phimister / Testata Mutante Negasonica, interpretata da Brianna Hildebrand, un membro adolescente degli X-Men con il potere mutante di far detonare esplosioni atomiche dal suo corpo, Yukio, interpretata da Shioli Kutsuna, la fidanzata di Testata Mutante Negasonica e membro degli X-Men, Peter Rasputin / Colosso, doppiato da Stefan Kapičić, un membro degli X-Men con l'abilità mutante di trasformare il suo intero corpo in acciaio organico, Randal Reeder nel ruolo di Buck, e Lewis Tan riprende il ruolo di Gaveedra Seven / Shatterstar, un membro della X-Force, da Deadpool 2.
Jennifer Garner riprende il suo ruolo di Elektra Natchios dai film Daredevil (2003) ed Elektra (2005), Tyler Mane riprende il ruolo di Sabretooth da X-Men (2000), mentre Dogpool, Fenomeno, Toad, Yuriko Oyama / Lady Deathstrike e Azazel appaiono nel film. Blake Lively interpreta Wanda Wilson / Lady Deadpool, mentre Matthew McConaughey appare come Cowboy Deadpool. Greg Hemphill interpreta un barista, i calciatori Ollie Palmer e Paul Mullin appaiono in dei camei rispettivamente come un frequentatore del bar e come Welshpool, Jon Favreau riprende il ruolo di Happy Hogan dai precedenti film MCU, Hulk appare, così come Chris Hemsworth nel ruolo di Thor, tramite filmati d'archivio riutilizzati da Thor: The Dark World (2013).
Dafne Keen riprende il ruolo di Laura Kinney / X-23 da Logan: The Wolverine (2017), mentre Rob McElhenney appare in un cameo, poi eliminato, nel ruolo di un soldato della TVA. Chris Evans riprende il ruolo di Johnny Storm / Torcia Umana da I Fantastici 4 (2005) e I Fantastici 4 e Silver Surfer (2007), mentre Wesley Snipes riprende il ruolo di Blade dalla trilogia di Blade. Wunmi Mosaku riprende il ruolo di Cacciatrice B-15 dalla serie televisiva Loki, Channing Tatum interpreta Gambit, e Henry Cavill interpreta una variante di Wolverine. Il ballerino professionista Nick Pauley interpreta Deadpool nella sequenza iniziale del film, mentre Harry Holland, fratello di Tom Holland, interpreta una variante del protagonista chiamata Haroldpool.

## Produzione

### Sviluppo
Dopo il successo di Deadpool (2016), la 20th Century Fox ha iniziato a sviluppare due sequel. Il regista di Deadpool, Tim Miller, ha scelto di non tornare per i sequel a causa di differenze creative con Ryan Reynolds, e David Leitch è stato assunto per dirigere Deadpool 2 (2018) nel novembre 2016. La 20th Century Fox ha cercato un altro regista per il terzo film. Quando l'acquisizione della 21st Century Fox da parte della Walt Disney Company è stata annunciata nel dicembre 2017, il CEO della Disney, Bob Iger, ha annunciato che Deadpool sarebbe stato integrato nel Marvel Cinematic Universe (MCU). Nel maggio 2018 Reynolds ha rivelato che non era sicuro che un terzo film di Deadpool sarebbe stato realizzato, ma Rhett Reese e Paul Wernick erano sicuri che un terzo film ci sarebbe stato. Leitch ha espresso interesse a tornare per un altro film di Deadpool. Nel gennaio 2019, Reynolds ha confermato che un terzo film di Deadpool era in fase di sviluppo, rivelando in seguito che avrebbe voluto includere il personaggio degli X-Men James "Logan" Howlett / Wolverine, interpretato da Hugh Jackman. Nel marzo 2019 la Disney ha acquisito ufficialmente la 20th Century Fox e ha ottenuto i diritti cinematografici di diversi personaggi Marvel Comics per i Marvel Studios, tra cui Deadpool e gli X-Men. I film basati sui fumetti Marvel che la Fox stava sviluppando sono stati messi "in attesa".
Josh Brolin ha rivelato nel giugno 2019 di aver discusso più volte del suo futuro come Cable con i Marvel Studios, dopo aver interpretato quel personaggio in Deadpool 2. In ottobre Zazie Beetz ha detto che sarebbe rimasta sorpresa se non avesse ripreso il ruolo di Domino in un film futuro. Nello stesso mese, Reese e Wernick hanno confermato che sarebbe stato realizzato un altro film di Deadpool, con Wernick che ha affermato che non c'è mai stata una data fissa per un terzo film di Deadpool. Nel dicembre successivo, Reynolds ha confermato che lui e "l'intero team" stavano attivamente sviluppando un film su Deadpool ai Marvel Studios. Durante i suoi incontri con lo studio, Reynolds ha esortato il presidente dei Marvel Studios Kevin Feige a includere Wolverine nel film, ma gli è stato detto che ciò non sarebbe stato possibile. Per tutto l'ottobre 2020 Reynolds e i Marvel Studios hanno incontrato potenziali scrittori per il futuro film di Deadpool, con Wendy Molyneux e Lizzie Molyneux-Logelin che sono state assunte per scrivere la sceneggiatura il mese successivo. Reynolds e i Marvel Studios erano aperti al ritorno di Leitch per il film, ma a causa di altri impegni Leitch non sarebbe riuscito a tornare. Nel gennaio 2021, Kevin Feige ha confermato che il film avrebbe fatto parte del Marvel Cinematic Universe e sarebbe stato vietato ai minori di 17 anni non accompagnati. Nell'agosto 2021, Reynolds ha detto che si aspettava che le riprese sarebbero iniziate nel 2022, come confermato anche da Feige. Nel novembre successivo, Beetz e Rob Delaney hanno espresso interesse a tornare nei panni dei loro personaggi di Deadpool 2, Domino e Peter. Successivamente Beetz ha rivelato che non sarebbe tornata nel terzo film.
Nel marzo 2022 è stato rivelato che Shawn Levy sarebbe stato il regista, dopo aver precedentemente diretto Reynolds in Free Guy - Eroe per gioco (2021) e The Adam Project (2022). Levy ha comunicato che le riprese non sarebbero iniziate nel 2022 a causa del suo fitto programma per il resto dell'anno. Allo stesso tempo, Reynolds ha annunciato che la sua società di produzione, la Maximum Effort, avrebbe co-prodotto il film con i Marvel Studios, con Reese e Wernick che sono stati assunti per riscrivere la sceneggiatura. I due hanno dichiarato a giugno di essere entusiasti di utilizzare elementi del MCU come sfondo per il film, ma non hanno confermato se stavano riscrivendo da zero la sceneggiatura o se stavano semplicemente rielaborando la bozza precedente delle sorelle Molyneux, e hanno detto che rispondere a questa domanda avrebbe potuto divulgare i dettagli della trama. Nello stesso mese si è scoperto che Ray Chan sarebbe stato lo scenografo, dopo aver precedentemente lavorato ad altri film MCU e alla serie televisiva di Disney+ The Falcon and the Winter Soldier (2021). Feige ha dichiarato a luglio che il film sarebbe stato innalzato di livello rispetto ai primi due in modo simile ad altri terzi capitoli dei film MCU, come Captain America: Civil War (2016), Thor: Ragnarok (2017) e Avengers: Infinity War (2018).

### Pre-produzione

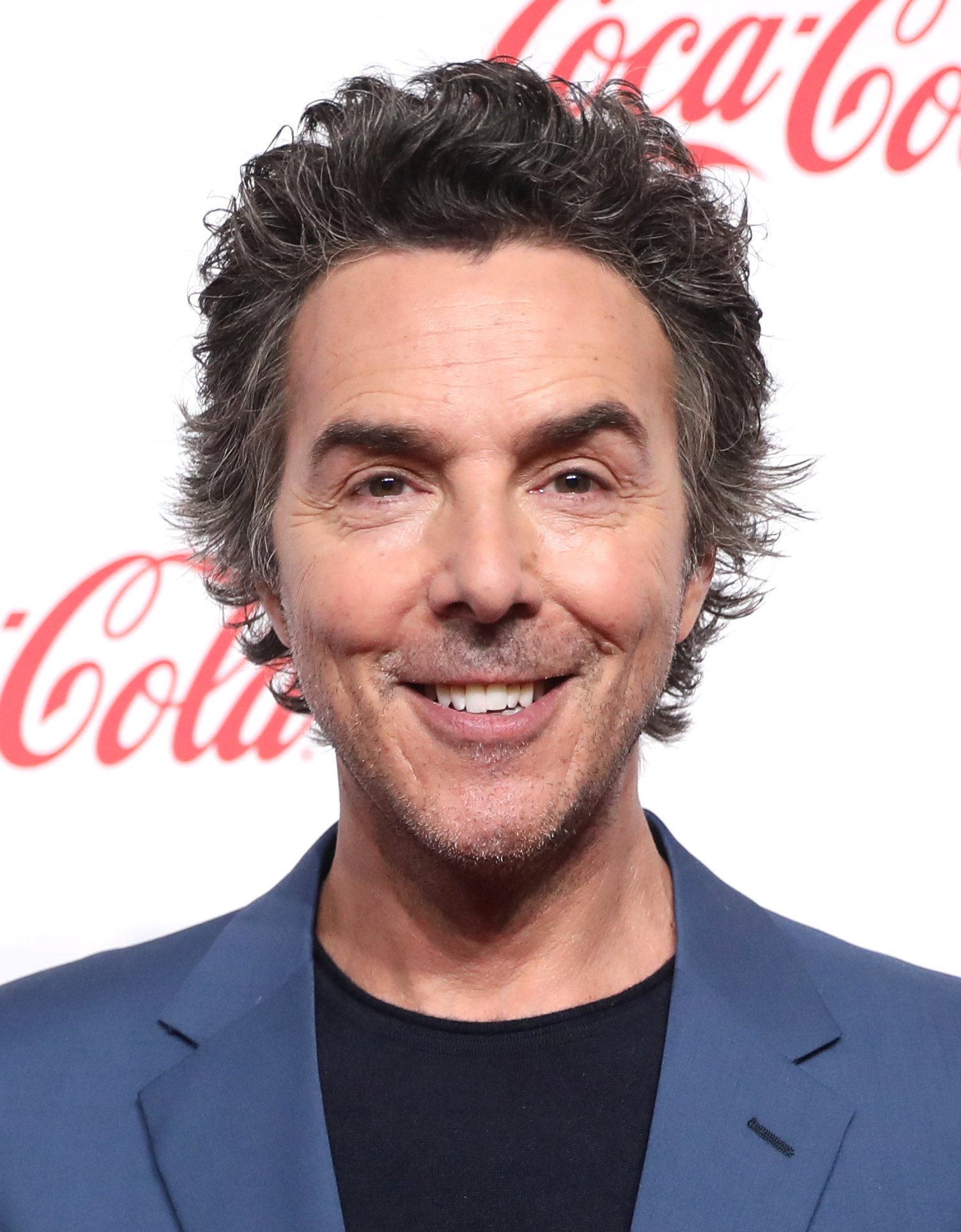
Il regista, sceneggiatore e produttore Shawn Levy nel 2024

Nonostante la sua decisione di ritirarsi dal ruolo di Wolverine, Jackman ha cambiato idea nell'agosto 2022 e ha contattato Reynolds per unirsi al film nello stesso momento in cui Reynolds si stava preparando per un incontro con Kevin Feige a riguardo. Il mese successivo Reynolds ha annunciato ufficialmente che Jackman sarebbe tornato nei panni di Wolverine per il terzo film di Deadpool. Il giorno dopo, Reynolds e Jackman hanno chiarito che il film non avrebbe interferito con gli eventi di Logan: The Wolverine (2017), in cui Wolverine muore, e sarebbe stato ambientato prima di quella pellicola. Il lavoro di pre-produzione è iniziato nell'ottobre 2022, mentre Reynolds il mese successivo ha rivelato che le riprese sarebbero iniziate poco prima della metà del 2023, e Levy ha confermato a dicembre che le riprese sarebbero iniziate nel maggio 2023. Nel febbraio 2023, Patrick Stewart, che ha interpretato Charles Xavier / Professor X nella serie di film X-Men e ha ripreso il ruolo nel film del MCU Doctor Strange nel Multiverso della Follia (2022), è stato contattato per fare potenzialmente un'apparizione nel film. Nello stesso mese, Emma Corrin si è unita al cast nel ruolo della villain; i Marvel Studios avevano preso in considerazione Corrin per il ruolo già dalla fine del 2022, ma hanno dovuto risolvere i problemi di programmazione con gli altri impegni prima di renderlo ufficiale. In seguito è stato rivelato che Levy, attraverso la sua società di produzione 21 Laps Entertainment, sarebbe stato il produttore del film con Feige e Reynolds, insieme a Simon Kinberg, già produttore dei precedenti film di Deadpool e degli X-Men.
Nel marzo 2023 è stato rivelato che Mobius M. Mobius, interpretato da Owen Wilson, e Miss Minutes, doppiata da Tara Strong, avrebbero potuto potenzialmente essere presenti nel film, riprendendo i ruoli dalla serie televisiva Loki. Nello stesso mese Matthew Macfadyen si è unito al cast in un ruolo non definito. Anche Karan Soni e Leslie Uggams sono stati annunciati come parte del cast, riprendendo i ruoli di Dopinder e Blind Al dai precedenti film di Deadpool. Zeb Wells è stato annunciato come co-sceneggiatore, dopo aver precedentemente lavorato alla serie televisiva She-Hulk: Attorney at Law (2022) e al film The Marvels (2023). All'inizio di aprile, Morena Baccarin era in trattative per riprendere il ruolo di Vanessa Carlysle nel terzo film di Deadpool, ed è stato confermato più tardi quel mese che avrebbe ripreso il suo ruolo, insieme a Stefan Kapičić che sarebbe tornato come doppiatore di Peter Rasputin / Colosso. Il mese successivo è stato confermato che Delaney avrebbe ripreso il ruolo di Peter Wisdom da Deadpool 2, ed è stato rivelato che Reynolds e Levy hanno partecipato alla scrittura della sceneggiatura. A maggio è stato annunciato che Brianna Hildebrand e Shioli Kutsuna avrebbero ripreso i rispettivi ruoli di Ellie Phimister / Testata Mutante Negasonica e Yukio dai precedenti film di Deadpool. Graham Churchyard e Mayes C. Rubeo sono i costumisti del film, dopo aver già lavorato in precedenza a vari prodotti del Marvel Cinematic Universe.

### Riprese
Le riprese principali sono iniziate il 22 maggio 2023 a Londra, sono state interrotte il 14 luglio a causa dello sciopero degli attori negli Stati Uniti, sono riprese il 23 novembre successivo e sono ufficialmente terminate il 24 gennaio 2024. Le riprese si sono svolte anche nel Norfolk, ai Bovingdon Film Studios e ai Pinewood Studios nel Buckinghamshire, in Inghilterra; una scena di un incidente automobilistico è stata girata a Londra all'inizio di luglio 2023. Le riprese non sono state influenzate dallo sciopero degli sceneggiatori iniziato all'inizio di maggio 2023. Prima dello sciopero degli attori, Levy ha girato una sequenza che ha paragonato al duello con la spada laser tra Luke Skywalker e Dart Fener ne Il ritorno dello Jedi (1983). La Disney ha pagato per mantenere intatti i set del film durante tutta la durata dello sciopero degli attori.
George Richmond è il direttore della fotografia, dopo aver precedentemente lavorato con Reynolds e Levy in Free Guy - Eroe per gioco (2021). Nel luglio 2023 è stato rivelato che Jennifer Garner sarebbe apparsa nel film, riprendendo il ruolo di Elektra Natchios da Daredevil (2003) e dal suo spin-off Elektra (2005). Nel novembre 2023, Reynolds ha annunciato che il personaggio di Dogpool sarebbe apparso nel film, mentre all'inizio di dicembre alcune foto dal set hanno rivelato che i personaggi Sabretooth e Toad avrebbero fatto parte della pellicola. Nel gennaio 2024 altre foto dal set hanno mostrato che Reynolds avrebbe interpretato anche una versione alternativa samurai di Deadpool. Il budget del film è stato di 200 milioni di dollari.

### Post-produzione
Shane Reid e Dean Zimmerman sono i montatori del film. Nel gennaio 2024 è stato rivelato che TSG Entertainment e Bona Film Group avrebbero co-prodotto il film. Gli effetti visivi sono stati realizzati da Industrial Light & Magic, Framestore, Base FX, Barnstorm VFX, Raynault VFX, Rising Sun Pictures e Weta FX, con Swen Gillberg e Samir Buzatu come supervisori. Il teaser trailer, uscito nel febbraio 2024, ha mostrato Matthew Macfadyen nel ruolo dell'agente Paradox, Randal Reeder e Lewis Tan nuovamente nei ruoli di Buck e Gaveedra Seven / Shatterstar dai precedenti film di Deadpool, e ha rivelato il ritorno di John Allerdyce / Pyro da X-Men 2 (2003) e X-Men - Conflitto finale (2006), sempre interpretato da Aaron Stanford. Nell'aprile 2024 il trailer ufficiale ha rivelato che i personaggi Yuriko Oyama / Lady Deathstrike e Azazel sarebbero apparsi nel film. La post-produzione si è conclusa il 19 giugno 2024, e alla fine dello stesso mese è stato rivelato che Tyler Mane avrebbe ripreso il ruolo di Sabretooth da X-Men (2000).

## Colonna sonora
Le musiche del film sono state composte da Rob Simonsen, che ha già collaborato con Shawn Levy per The Adam Project (2022) e la quarta stagione della serie televisiva Stranger Things a metà luglio 2023.

## Promozione
Inizialmente annunciato al D23 con il titolo di Deadpool 3, con l'uscita del primo teaser trailer, distribuito il 12 febbraio 2024 durante il Super Bowl LVIII, il film ha cambiato titolo in Deadpool & Wolverine. Il trailer ufficiale è stato pubblicato il 22 aprile 2024, mentre il trailer finale il 19 luglio.

## Distribuzione

### Data di uscita
La data di uscita è stata più volte rimandata: inizialmente prevista per il 6 settembre 2024, è stata posticipata all'8 novembre 2024, e infine anticipata al 3 maggio 2024. Il film è uscito nelle sale cinematografiche italiane il 24 luglio 2024, mentre negli Stati Uniti il 26 luglio.

### Edizione italiana
La direzione del doppiaggio e i dialoghi italiani sono stati curati da Fiamma Izzo e Simona Izzo.

### Edizioni home video
Il film è disponibile in formato digitale dal 1º ottobre 2024 e in DVD, Blu-ray e 4K Ultra HD dal 22 ottobre.

## Accoglienza

### Incassi
A fronte di un budget di 200 milioni di dollari, il film ha incassato 636745858 $ in Nord America e 701327787 $ nel resto del mondo, per un incasso complessivo di 1338073645 $.
Globalmente il film ha esordito con 444,1 milioni di dollari nei primi cinque giorni; l'11 agosto 2024 è diventata la seconda pellicola dell'anno a raggiungere il miliardo di dollari di incasso, mentre il 16 agosto è diventato il film vietato ai minori con il maggior incasso di sempre, superando Joker (2019). Si tratta inoltre del secondo maggior incasso mondiale del 2024, il secondo maggior incasso nel Nord America del 2024, il 21º maggior incasso nella storia del cinema, il 12º maggior incasso in Canada e negli Stati Uniti e il settimo film di supereroi con i maggiori incassi di sempre.

#### Nord America
Nel primo giorno di programmazione il film ha incassato $96,2 milioni in 4,210 schermi. Nel week-end d'esordio ha ottenuto il primo posto al botteghino incassando $211,4 milioni, mentre nella prima settimana ha incassato $298,6 milioni. Ha mantenuto il primo posto anche nel secondo week-end con $96,8 milioni e nel terzo fine settimana con $53,8 milioni, per poi scendere al secondo posto nel quarto week-end con $30 milioni, ma tornando in prima posizione nel quinto fine settimana con $18,3 milioni e nel sesto week-end con $15,5 milioni.

#### Internazionale
Nel resto del mondo ha incassato 701327787 $ e i mercati maggiori sono stati Regno Unito ($73,9 milioni), Cina ($59,7 milioni), Australia ($44,7 milioni), Messico ($43,5 milioni), Germania ($41,1 milioni), Francia ($37,3 milioni), Brasile ($27,9 milioni) e Spagna ($26,2 milioni). In Italia ha incassato 18074350 €.

### Critica
Il film ha ricevuto recensioni generalmente positive da parte della critica. Sull'aggregatore di recensioni Rotten Tomatoes ha un indice di gradimento del 78% basato su 414 recensioni, con un voto medio di 6,9 su 10; il consenso critico del sito afferma: «Ryan Reynolds si sente a casa nel MCU con il suo umorismo pungente, mentre Hugh Jackman fornisce la struttura portante in adamantio in Deadpool & Wolverine, un film irriverente con una sorprendente predilezione per un'epoca passata di film sui supereroi». Su Metacritic ottiene un punteggio di 56 su 100 basato su 58 recensioni.
Tom Jorgensen di IGN ha elogiato il ritorno di Jackman nel personaggio. Si è sentito un po' deluso dal fatto che Deadpool non avesse superato la volgarità delle sue battute precedenti dei primi due film e ha notato che l'esposizione era lenta, ma ha apprezzato la sua funzione di buddy movie. Scrivendo per Empire, Olly Richards ha dato al film quattro stelle su cinque, elogiandolo per «aver fatto tutto il possibile per portare tutti con sé, compresi coloro che non distinguono il loro Professor X dalla loro X-23».

### Primati
- Film vietato ai minori con il maggior incasso nella storia del cinema.[110]

## Riconoscimenti
- 2025 – Golden Globe
  - Candidatura al miglior risultato al cinema e al box office[129]
- 2025 – Critics' Choice Award
  - Candidatura al miglior film commedia[130]

## Sequel
Il 2 maggio 2025 Ryan Reynolds ha confermato che era in sviluppo un film incentrato su Deadpool e tre o quattro membri degli X-Men.